# Anne Bourgeois
Pour les articles homonymes, voir Bourgeois.
Anne Bourgeois est une comédienne et metteure en scène de théâtre française.

## Biographie
Sortie de l'ENSATT- École de la Rue Blanche en 1989, Anne Bourgeois débute en co-écrivant et en mettant en scène les succès musicaux de la troupe du Phénix, puis en mettant en scène de nombreux textes d'auteurs contemporains servis par des acteurs prestigieux.
Lauréate du Molière de la pièce comique en 2009 (Cochons d'Inde, de Sébastien Thiéry) et du théâtre privé en 2016 (Les Cavaliers de Joseph Kessel, co-mis en scène avec Éric Bouvron), elle dirige également des stages axés sur les techniques du travail autour du clown, utilisées comme outils de recherche pour l’acteur. Elle intervient également régulièrement dans le monde de l'entreprise.

## Mise en scène
- 1997-1998 : La Double Inconstance, de Marivaux. Mise en scène pour la Troupe du Phénix.  Tournée en formule itinérante, puis Théâtre 13 et Café de la Danse.
- 1998	: Variations énigmatiques, de Éric-Emmanuel Schmitt. Direction d’acteurs pour la version Alain Delon/Stéphane Freiss au Théâtre de Paris.
- 1998-2002 : Le Petit Monde de Georges Brassens. Co-écriture pour la Troupe du Phénix : Tournée France et étranger, puis Bobino, puis Théâtre des Bouffes-Parisiens.
- 1999-2004 : La Nuit des rois de William Shakespeare, traduction, adaptation et mise en scène pour la Troupe du Phénix : la Cartoucherie, Théâtre de l’Epée de Bois, Tournée France et étranger, Festivals.
- 2000-2013	: Histoire d’un merle blanc,  d'Alfred de Musset, avec Stéphanie Tesson. Création à Paris,  toujours en tournée depuis sa création.
- 2001 : Escurial,  de Michel de Ghelderode, par la Cie de Marionnettistes Daru : direction d’acteurs pour leur projet mixte acteur + marionnettes.  Théâtre du Chaudron / Théâtre de la marionnette / Avignon 02.
- 2002 : 55 dialogues au carré,  de et avec  Jean-Paul Farré et Jean-Jacques Moreau, Théâtre national de Chaillot.
- 2002-2017 : Des souris et des hommes, de John Steinbeck, direction d’acteurs : création au Théâtre 13, reprise au Petit-Saint-Martin puis Théâtre 14, Théâtre de la Michodière, toujours en tournée depuis la création.
- 2003 : Café Chinois, d'Ira Lewis, avec Richard Berry et François Berléand : co-mise en scène avec Richard Berry, Théâtre de la Gaité-Montparnasse.
- 2003 : Les Fantaisies potagères, de Stéphanie Tesson. Écriture et interprétation d’un texte pour son spectacle itinérant et déambulatoire.
- 2003 : Les Fastes du Cotton Club, création pour orchestre de jazz, danseurs et chanteurs. Festival de Jazz de la Foire de Paris.
- 2004 : Splendeur et mort de Joaquin Murieta, de Pablo Neruda, adaptation et mise en scène pour la Troupe du Phénix : Festival d'Avignon et tournée.
- 2004 : Accords Parfaits, de Louis-Michel Colla, avec Caroline Tresca et Philippe Caroit, Théâtre de la Gaité-Montparnasse.
- 2004 : La Boîte à outils, de Roland Dubillard, Théâtre du Rond-Point.
- 2004 : Les Montagnes russes, d'Éric Assous, avec Alain Delon et Astrid Veillon, Théâtre Marigny.
- 2005 : La Mouette, d'Anton Tchekhov, Festival de Versailles / Festival d'Avignon / Théâtre 14.
- 2006 : Cher menteur, de Jerome Kilty et Jean Cocteau, avec Patrick Préjean et Léna Grinda, Théâtre du Ranelagh.
- 2006 : La Peau d'un fruit, de  Victor Haïm, Théâtre du Rond-Point.  Avec Victor Haïm et le comédien bruiteur Brock.
- 2006 : Sur le fil, de Sophie Forte, avec Sophie Forte et Philippe Sivy, Comédie Bastille et tournée.
- 2007 : Sur la route de Madison, de Robert James Waller avec Alain Delon et Mireille Darc, Théâtre Marigny.
- 2007 : Avec deux ailes, de Danielle Mathieu-Bouillon, avec Véronique Jannot, Jean-Michel Dupuis et Marc Fayet, Tournée Pascal Héritier, puis Petit Théâtre de Paris.
- 2007-2009 : Les Diablogues, de Roland Dubillard, avec Jacques Gamblin et François Morel, Théâtre du Rond-Point et tournée sur 2008 et 2009.
- 2008 : Cochons d'Inde, de Sébastien Thiéry, avec Patrick Chesnais, Josiane Stoléru, Sébastien Thiéry et Anna Gaylor. Tournée Pascal Héritier et Théâtre Hébertot à partir de janvier 2009.
- 2008 : Cravate Club, de Fabrice Roger-Lacan, avec Denis Maréchal et Francis Lombrail, Festival d’Avignon.
- 2008 : Et Elsa boit, d'Adeline Picault, avec Clémentine Pons, Festival d’Avignon Théâtre La Luna. Prix Jeune auteur.
- 2008 : Lacrimosa, de et avec Régis Jauffret. Théâtre du Rond-Point.
- 2008 : Mobile Home, de Sylvain Rougerie, avec Jean-Pierre Bouvier, Corinne Touzet, Jean-Michel Portal et Sylvain Rougerie. Tournée Nouvelles Scènes J.C Lande.
- 2009 : Hélas, petite épopée apocalyptique, de et avec Stéphanie Tesson, Théâtre Artistic Athévains.
- 2009-2017	: Warren Zavatta ce soir dans votre ville, solo,  Théâtre Trévise, Théâtre de la Gaîté-Montparnasse, Olympia, reprise au Théâtre Trévise pour les 11 dernières.
- 2010 : Box-Office, de David Mamet, avec Francis Lombrail, Philippe Sivy et Nina Drecq, Lucernaire, puis Théâtre Le Public à Bruxelles.
- 2010 : Tout est normal mon cœur scintille, de et avec Jacques Gamblin. Tournée et Théâtre du Rond-Point.
- 2010 : Drôle de couple, de Neil Simon, avec Martin Lamotte, Théâtre des Nouveautés.
- 2011 : Toutou, de Daniel Besse, avec Patrick Chesnais, Josiane Stoléru et Sam Karmann, Théâtre Hébertot.
- 2011-2012 : Bistro !, de Sylvie Audcoeur et Marie Piton, avec les auteures, Michèle Simonnet et Alexis Desseaux.  Création au Théâtre de l'Oeuvre.
- 2012 : Mon dernier cheveu noir de et avec Jean-Louis Fournier, Théâtre du Rond-Point et tournée.
- 2012 : Monsieur Ibrahim et les Fleurs du Coran, d'Éric-Emmanuel Schmitt, avec Francis Lalanne ou l’auteur, Théâtre Rive Gauche et tournée.
- 2013 : Brigade financière, d'Hugues Leforestier, avec Nathalie Mann et Jean-Marie Galey, création au Festival d’Avignon.
- 2013 : La Femme de l'Hôtel Michel-Ange, d'Éric Assous, avec Véronique Boulanger, Théâtre des Mathurins, puis Petit Théâtre de Paris,  production Arts Live.
- 2014 : Les Cavaliers, d’après Joseph Kessel, co-mise en scène avec Éric Bouvron, Théâtre La Bruyère, Tournée Atelier Théâtre Actuel.
- 2014 : Les Diablogues, de Roland Dubillard, avec Michel Galabru et Martin Lamotte, Théâtre du Palais-Royal
- 2014 : Mur, d'Amanda Sthers, avec Rufus et Nicole Calfan, Théâtre de Paris et tournée Arts Live.
- 2014 : Une journée ordinaire, d'Éric Assous, avec Alain et Anouchka Delon, tournée Arts Live.
- 2015 : Des gens bien, de David Lindsay-Abaire, avec Miou-Miou, Brigitte Catillon, Isabelle de Botton, Julien Personnaz, Aïssa Maïga et Patrick Catalifo, Théâtre Hébertot et tournée Atelier Théâtre Actuel.
- 2015 : Les Lois de la gravité, de Jean Teulé, avec Dominique Pinon et Florence Loiret Caille, Théâtre Hébertot.
- 2015 : Les Vœux du Cœur, de Bill C. Davis, avec Davy Sardou, Bruno Madinier, Julie Debazac et Julien Alluguette, Théâtre La Bruyère et tournée Atelier Théâtre Actuel 2016/2017.
- 2015-2017 : Représailles d'Éric Assous, avec Michel Sardou, Marie-Anne Chazel, Laurent Spielvogel, Valérie Vogt, Emma Gamet et Caroline Bal, Théâtre de la Michodière et tournée Arts Live 2016/2017.
- 2016 : Le plus beau Jour de David Foenkinos, avec Davy Sardou, Arié Elmaleh, Constance Dollé, Marie-Julie Baup et Dounia Coesens, Robin Production / France 2 (diffusion en direct sur France 2). Théâtre Hébertot.
- 2016 : Pompon-Voltaire d'Yvan Varco, avec l’auteur et Anne Deleuze, Avignon puis Studio Hébertot, Production Fam Prod.
- 2016 : Une Famille modèle d'Ivan Calbérac, avec Patrick Chesnais, Évelyne Buyle, Véronique Boulanger, Guillaume Labbé et Arthur Fenwinck, Théâtre Montparnasse,  Robin Production.
- 2016-2017	: Les Nœuds au mouchoir de Denis Cherer, avec Anémone, Denis Cherer et Pierre-Jean Cherer, Tournée et production Les Lucioles. Tournée et Palais des Glaces.
- 2017 : Hôtel des deux mondes  d'Éric-Emmanuel Schmitt, avec Davy Sardou, Jean-Paul Farré, Jean-Jacques Moreau, Michèle Garcia, Odile Cohen, Noémie Elbaz, Günther Vanseveren et Roxane Le Texier, Théâtre Rive Gauche et tournée 2018 Nouvelle Scène.
- 2017-2018 : Entretiens d'embauche et autres demandes excessives, d'Anne Bourgeois, avec Laurence Fabre, Théâtre Déjazet et tournée 2017/2018.
- 2017 : Tant qu'il y a de l'amour, de Bob Martet, avec Marie-Anne Chazel, Patrick Chesnais, Laurent Gamelon et Valérie Bègue, Théâtre de la Michodière.
- 2017 : Voyage en ascenseur, de Sophie Forte, avec Corinne Touzet et Modeste Dela Nzapassara, création Avignon Off 2017, Atelier Théâtre Actuel.
- 2018 : Alors on s'aime, de  Flavia Coste, avec Daniel Russo, Corinne Touzet et  Loup-Denis Elion, Théâtre des Variétés.
- 2019 : Sept Morts sur ordonnance, d'après le film de Jacques Rouffio et le scénario original de Georges Conchon, adaptation d'Anne Bourgeois et de Francis Lombrail, avec Bruno Wolkowitch, Claude Aufaure, Valentin de Carbonnières, Jean-Philippe Puymartin, Julie Debazac, Francis Lombrail, Jean-Philippe Bêche et Bruno Paviot, Théâtre Hébertot.
- 2020 : Toâ de Sacha Guitry, avec Patrick Préjean et Agnès Soral
- 2020 : Hate letters de Thierry Lassalle et Jean Franco, avec Roland Giraud et Maaike Jansen
- 2021 : La Famille et le Potager de Bob Martet, avec Marie-Anne Chazel et Régis Laspalès, théâtre des Variétés
- 2022 : Je t'écris moi non plus de Thierry Lassalle et Jean Franco, avec Brigitte Fossey et François-Éric Gendron
- 2023 : Irrésistible Offenbach de Bruno Druart et Patrick Angonin, théâtre de Passy
- 2025 : On aurait dû aller en Grèce de Pierre-Marie Mosconi, Théâtre du Gymnase Marie-Bell

## Nominations et récompenses
- 2016 : Molière du théâtre privé pour Les Cavaliers de Joseph Kessel.
- 2009 : Molière de la pièce comique et Molière du Meilleur Acteur pour Patrick Chesnais dans Cochons d'Inde de Sébastien Thiéry